# Konståret 1888

## Händelser

### Okänt datum
- Ernst Josephson drabbas av mentala problem och tas in för vård.
- Paul Ranson, Paul Sérusier och Maurice Denis blir studenter vid Académie Julian.
- Vincent Van Gogh påbörjar sin serie av tavlor med solrosor.
- Den Nordiske Industri-, Landbrugs- og Kunstudstilling arrangerades i Köpenhamn.

## Verk

### Bildkonst

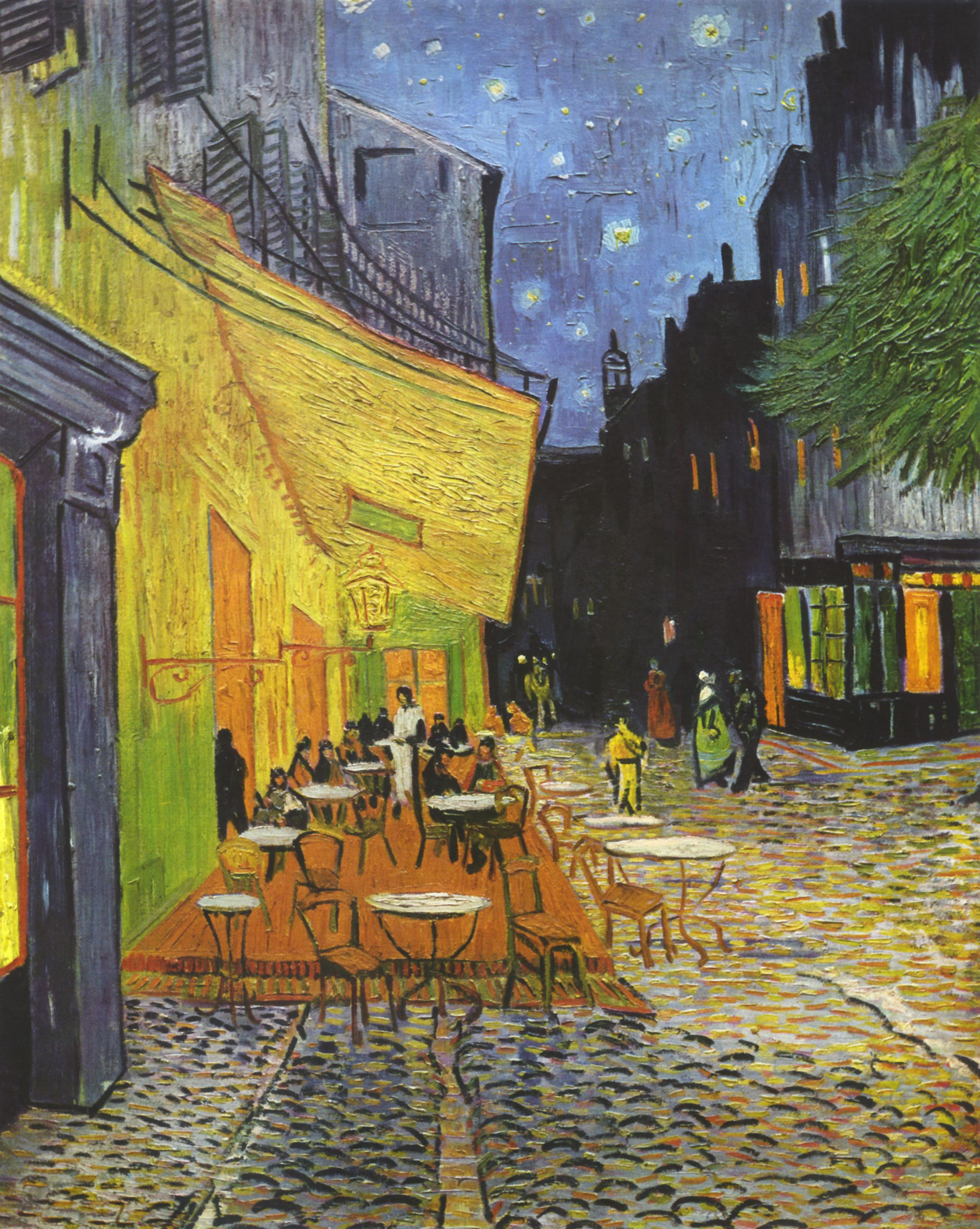
Vincent Van Gogh tavla Caféterras bij avond målades 1888.

- Georges-Pierre Seurat - färdigställandet av Les Poseuses (Barnes Foundation, Merion, Pennsylvania).
- James Ensor - Christi Einzug in Brüssel (J. Paul Getty Museum, Malibu).
- Paul Sérusier - Le Talisman.
- Vincent Van Gogh - målade runt 158 målningar 1888.[1] Bland annat Caféterras bij avond och Slaapkamer te Arles.
- William Merritt Chase - The Blue Kimono.
- William Merritt Chase - Portrait of a Lady in Pink.
- William Merritt Chase - Modern Magdalen.

### Byggnadsverk
- Hotell Billingen i Skövde blir klart efter samarbete mellan brödraparet Axel och Hjalmar Kumlien och Lars Kellman. Ett sinne för den tidens historicism är tydligt.

## Utställningar
- Världsutställningen i staden Glasgow i Skottland.

## Födda
- 1 januari - Augustus Dunbier (död 1977), amerikansk impressionistisk målare.
- 14 mars - Marc-Aurèle Fortin (död 1970), kanadensisk målare.
- 19 mars - Josef Albers (död 1976), tysk målare och designer.
- 28 mars - Edvin Ollers (död 1959), svensk formgivare och konstnär.
- 6 april - Hans Richter (död 1976), tysk målare, grafisk konstnär och avantgardist.
- 1 juni - Vera Nilsson (död 1979),  svensk bildkonstnär.
- 13 juni - Tor Bjurström (död 1966), svensk konstnär och lärare vid Valands konstskola.
- 17 juni
  - Arvid Fougstedt (död 1949), svensk målare och tecknare.
  - Nils Hårde (död 1962), svensk grafiker och tecknare,
- 15 juni - Carl Henrik Jensen-Carlén (död 1957), svensk tecknare (karikatyrist), målare och reklamman.
- 10 juli - Giorgio de Chirico (död 1978), grek-italiensk målare.
- 28 juli - Adam Fischer (död 1968), dansk tecknare och skulptör.
- 13 augusti - Gleb W. Derujinsky (död 1975), rysk-amerikansk skulptör.
- 30 augusti - Siri Derkert (död 1973), svensk bildkonstnär.
- 6 oktober - Einar Nerman (död 1983), svensk tecknare och konstnär.
- 25 oktober - Nils von Dardel (död 1943), svensk målare och tecknare.
- 11 november - Johannes Itten (död 1967), schweizisk målare och designer.
- 7 december - Carl Malmsten (död 1972), svensk inredningsarkitekt, möbelarkitekt och professor.
- okänt datum - Mariano Andreu (död 1976), spansk målare, emaljeringsmästare, skulptör och scendesigner.
- okänt datum - Gösta Törneqvist (död 1936), svensk konstnär.
- okänt datum - Martin Åberg (död 1946), svensk målare,

## Avlidna
- 13 januari - John William Inchbold (född 1830), engelsk målare.
- 29 januari - Edward Lear (född 1812), engelsk målare och illustratör.
- 5 februari - Anton Mauve (född 1838), nederländsk målare.
- 30 maj - Louis Buvelot (född 1814), schweizisk-australiensisk målare.
- 28 september - Thomas Gambier Parry (född 1816), engelsk konstnär och konstsamlare.
- 27 oktober - Karl Samuel Flodman (född 1863), svensk målare, tecknare och etsare.
- 20 november -Nathaniel Currier (född 1813), amerikansk litografiker.
- okänt datum - Nam Gyewoo (född 1811), koreansk målare.

### Fotnoter
1. ↑  David Brooks (2009). February 1888 - May 1889. Läst 2009-02-18.